# ایوان کالین
ایوان کالین (روسی: Иван Петрович Калин؛ ۱۰ مارس ۱۹۳۵ – ۲ ژانویهٔ ۲۰۱۲) اقتصاددان و سیاستمدار اهل مولداوی بود.
ایوان کالین در ۲ ژانویه ۲۰۱۲، در سن ۷۶ سالگی درگذشت.
وی همچنین برندهٔ جوایزی همچون نشان لنین، نشان انقلاب اکتبر، و نشان پرچم سرخ کار شده‌است.